# 秫酒
秫酒是以秫爲原料釀造的酒。
秫為帶黏性的大黃米，是造酒的好原料。秫是谷物黏者, 多指黏黍或黏粟，所酿之酒称秫酒。汉代长安秫酒亦为流行酒类之一。与后世蒸馏所酿的高梁酒不同。《初學記·器物部·酒》“少康作秫酒。《春秋緯》曰‘凡黍爲酒，陽據陰乃能動，故以麥釀黍爲酒。’”宋代蘇軾《超然臺記》“擷園蔬，取池魚，釀秫酒，瀹脱粟而食之。”宋代曹冠《兰陵王·涵碧》词曰“如今老大机心息。有陶令秫酒，谢公山屐。闲来潭洞，醉皓月，弄横笛。”元代曹伯啟《冬至日白霫道中》詩曰“窮途郤值青震節，秫酒糖燈語夜䦨。”清代黄慎《題閩嶠雪梅》詩“到家釀秫酒，編荆護柴扉。”